# Bauhinia kockiana
Bauhinia kockiana är en ärtväxtart som beskrevs av Pieter Willem Korthals. Bauhinia kockiana ingår i släktet Bauhinia och familjen ärtväxter.

## Underarter
Arten delas in i följande underarter:
- B. k. angustifolia
- B. k. bakoensis
- B. k. beccarii
- B. k. brevipedicellata
- B. k. calcicola
- B. k. kockiana
- B. k. scarlatina
- B. k. sericeinervia
- B. k. velutina

## Bildgalleri

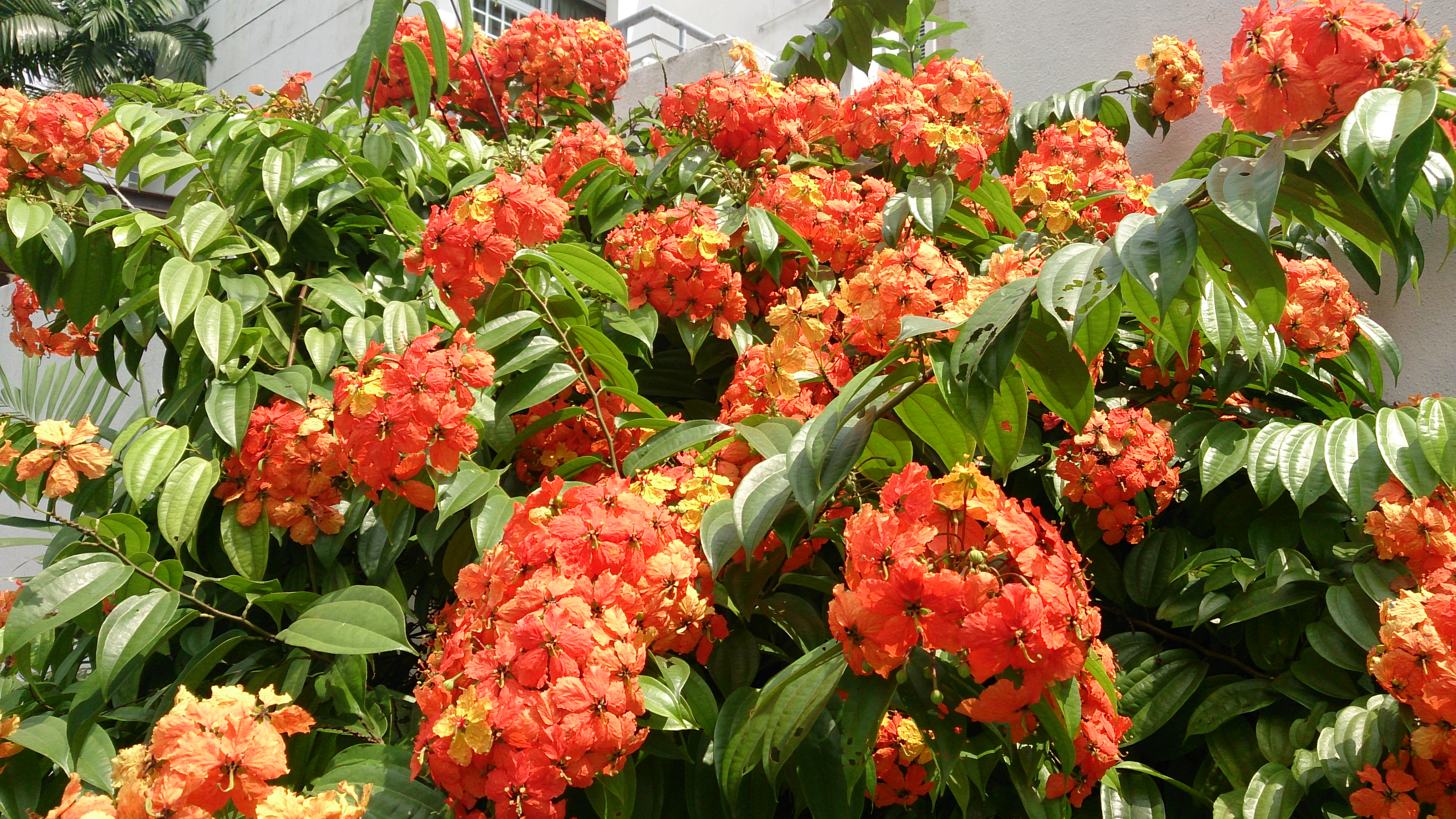
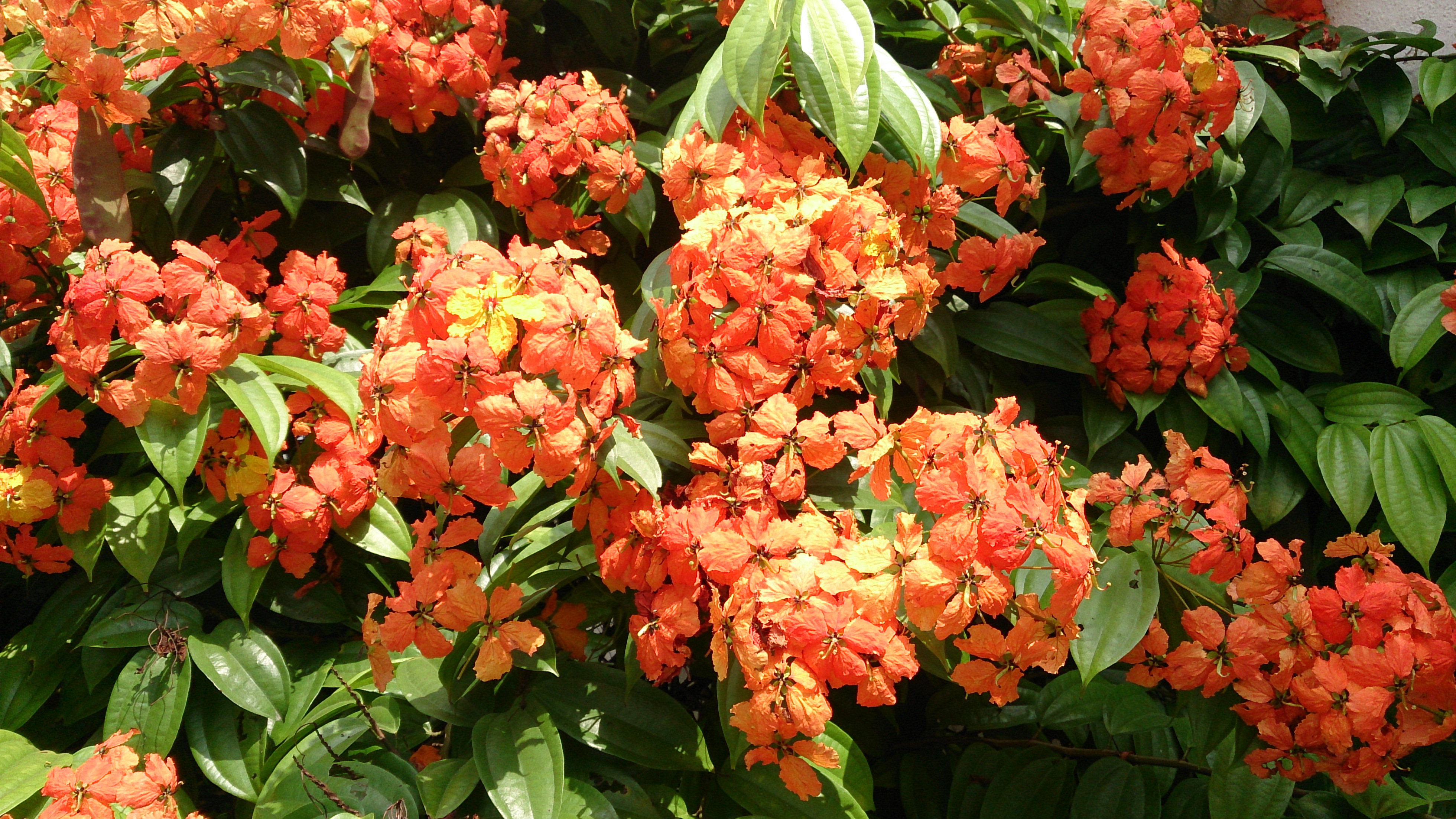
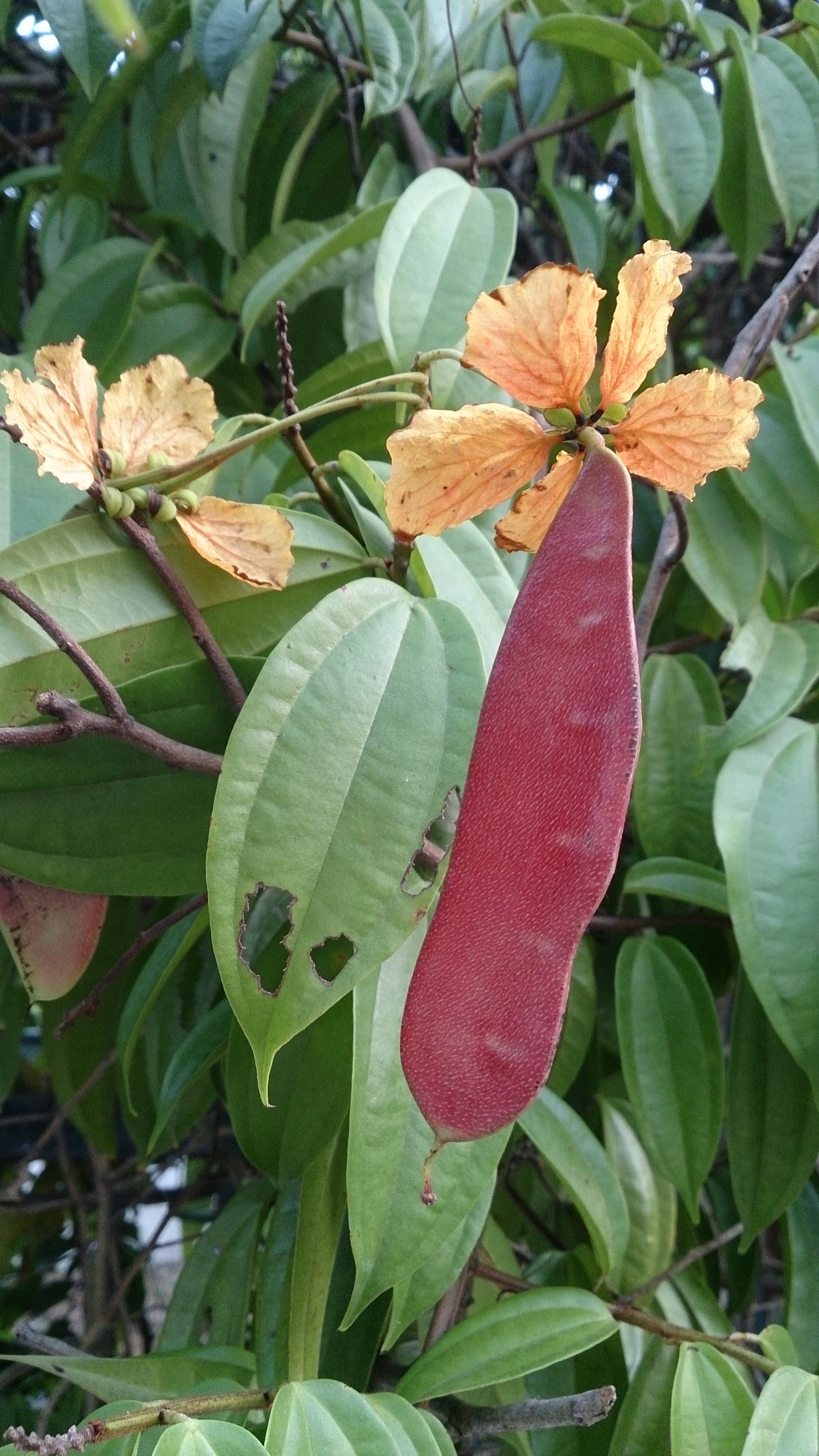
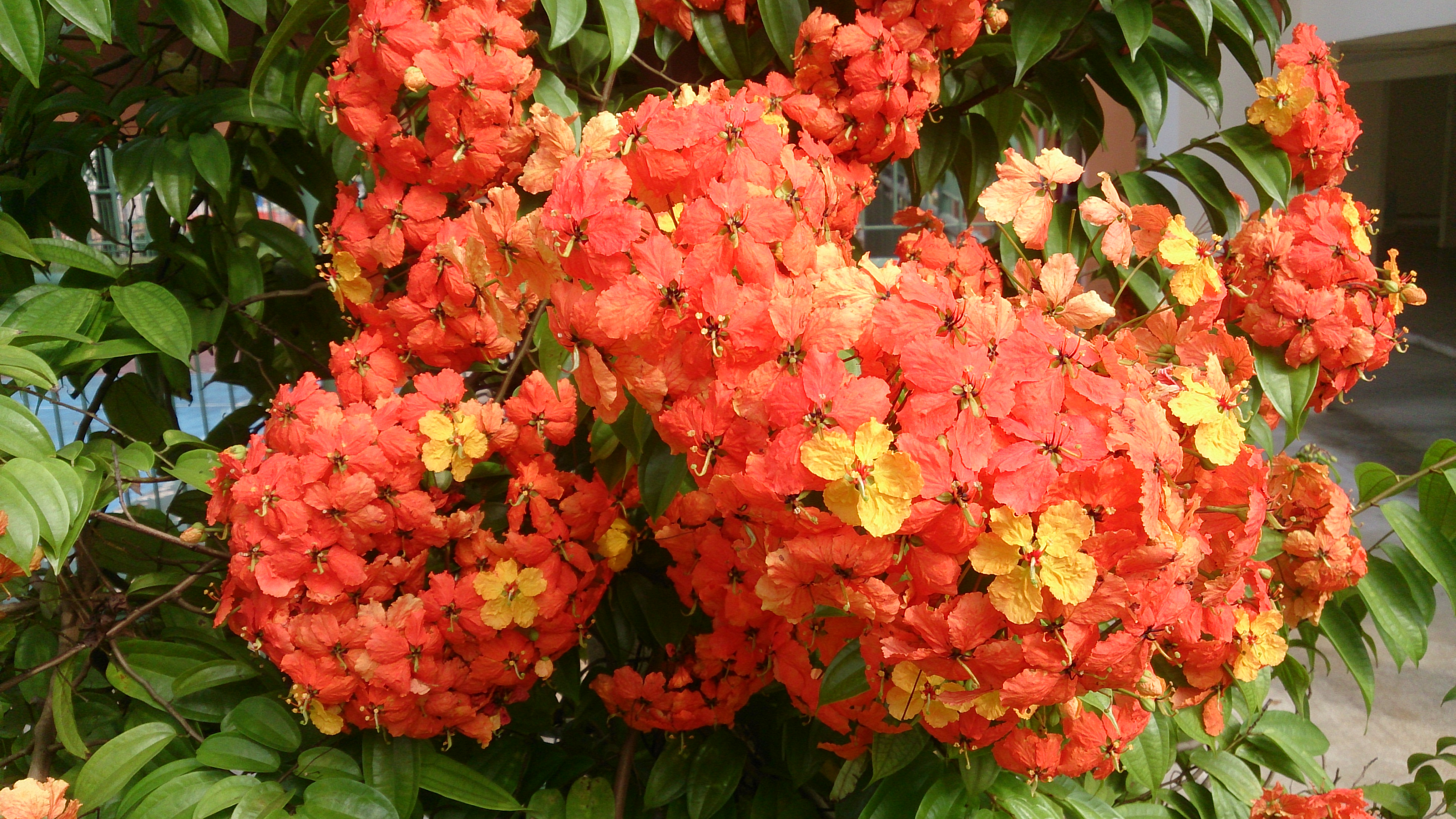